# برگ (فالتس علیا)
برگ (به آلمانی: Berg bei Neumarkt in der Oberpfalz) یک شهر در آلمان است که در نویمارکت واقع شده‌است. برگ ۷٬۶۱۲ نفر جمعیت دارد.